# 比爾·哈利
比爾·哈利（英語：Bill Haley，1925年7月6日—1981年2月9日），是美國一位搖滾音樂家。許多人相信他是第一位以這種音樂形式而廣受歡迎的音樂人，經常被稱為「搖滾樂之父」。於五十年代初與他的樂團比爾·哈利和他的彗星（英語：Bill Haley & His Comets，靈感來自哈雷彗星）擁有百萬銷量的歌曲如《Rock Around the Clock》,《Shake, Rattle and Roll》及《Rocket 88》。他在全球已售出超過二千五百萬張唱片。

## 生平背景
1925年7月6日比爾·哈利於美國密歇根州出生，原名威廉·約翰·克利夫頓·哈利。由於經濟大蕭條的的影響，他的父親把家搬到了賓夕法尼亞州，當時比爾才七歲。哈利的父親威廉·阿爾伯特·哈利來自肯塔基州，喜歡彈奏班卓琴和曼陀林；而他的母親莫德·格林則來自英國坎布里亞郡，是一個鍵盤手，曾接受古典音樂的訓練。比爾告訴父母一個故事，說他嘗試以紙板做一個模擬的結他出來，後來他父母給他買了一個真實的結他。

### 充滿熱情
伴隨1956年迪卡唱片公司的專輯《Rock Around the Clock》的筆記，描述哈利早期的生活和事業是這樣的：「比爾在十三歲的時候得到了他第一個專業的工作，於拍賣場以每晚一美元的酬勞表演。在此之後，他組合了同樣熱情的年輕人，設法讓他們帶來一些表演的機會。」

### 參與任何樂隊
該描述繼續：「當時比爾·哈利是十五歲，他離開了家，帶著他的結他和一些小的東西，向艱難的名利之路進發。成名前的故事，是艱難和貧困，但充滿了有益的經驗。他曾在露天公園表演歌唱，參與任何的樂隊，也曾參與醫藥展的表演工作。後來，在康涅狄格州，他得到了人氣組合Down Homers的賞識，與他們一起表演。」筆記這樣總結：「六年來，比爾·哈利是賓夕法尼亞州廣播電台WPWA的音樂總監，並帶領著自己的樂隊-當時被稱為比爾·哈利的馬鞍人（英語：Bill Haley's Saddlemen），他們於俱樂部演唱及在費城的電台表演，於1951年6月14日，他們為Ed Wilson's Keystone Records做了第一次的錄音，灌錄單曲《Rocket 88》。」

## 一夜成名
1953年馬鞍人重新命名為比爾·哈利和他的彗星，於1955年，樂團單曲《Rock Around the Clock》成為電影《黑板叢林》（由格倫·福特主演）主題曲，隨即飆升到美國「告示牌排行榜」榜首達八個星期。這首單曲通常用來劃分「搖滾時代」和之前音樂產業的一個分水嶺。告示牌區分其統計表格由1890年至1954年以及1955年至今。單曲創紀錄的升至第一位，比爾·哈利很快被媒體形容為「搖滾樂之父」，受喜愛新音樂風格的年青人愛戴。隨著歌曲的成功，搖滾音樂的時代在一夜間開始了，並結束了爵士樂和輕音樂主導的時代。

## 巨星殞落
哈利於1974年接受英國廣播公司訪問時，自己承認酒精成癮，整個七十年代他與酒精搏鬥。然而，受益於六十年代末的懷舊運動，和一個利潤豐厚的歐洲Sonet唱片公司合約，他和他的樂隊仍然大受歡迎。於1979年11月10日，他為英女王伊麗莎白二世的「皇家綜藝會」演出結束後，於1980年5月至6月，哈利在南非作最後的演出。在南非之旅前，他被診斷患有腦腫瘤，並將計劃於同年秋天在德國的演唱會取消。他於1981年2月9日因心肌梗塞逝世。

## 外部連結
- 比爾·哈利官方網站 （页面存档备份，存于）